# Bulbophyllum henanense
Bulbophyllum henanense är en orkidéart som beskrevs av J.L.Lu. Bulbophyllum henanense ingår i släktet Bulbophyllum och familjen orkidéer. Inga underarter finns listade i Catalogue of Life.